# Mandeure
 Mandeure  es una población y comuna francesa, en la región de Franco Condado, departamento de Doubs, en el distrito de Montbéliard y cantón de Valentigney.
Perteneció al arzobispado de Besanzón, hasta su anexión a Francia el 10 de octubre de 1793.

## Demografía
| 5186 | 5550 | 6596 | 6105 | 5402 | 5142 |
| Para los censos de 1962 a 1999 la población legal corresponde a la población sin duplicidades (Fuente: INSEE [Consultar]) |      |      |      |      |      |